# Nick Buoniconti
Nicholas Anthony Buoniconti (Springfield, Massachusets, 15 de diciembre de 1940 – Bridgehampton, Nueva York, 30 de julio de 2019), más conocido como Nick Buoniconti, fue un jugador profesional estadounidense de fútbol americano que se desempeñó en la posición de linebacker en la American Football League (AFL) y en la National Football League (NFL). Es miembro del Salón de la Fama del Fútbol Americano Profesional.

## Carrera
Buoniconti jugó como profesional siete temporadas en Boston Patriots (1962-1968), después pasó a Miami Dolphins, donde jugó siete temporadas (1969-1976), y fue el equipo en el que se retiró.

## Reconocimiento
El 4 de agosto de 2001, ingresó como miembro al Salón de la Fama del Fútbol Americano Profesional.